# مايزورو (كيوتو)
مدينة مايزورو (بالإنجليزية: Maizuru)‏ هي أحد المدن التابعة لمحافظة كيوتو. تأسست رسميًا في 27/05/1943. ويقدر عدد سكانها بـ 90461 نسمة حسب تقدير مكتب الإحصاء الياباني لعام 2012. تبلغ مساحة مايزورو 342.15 كم2. بكثافة سكانية تبلغ 264 نسمة/كم2.

## المناخ
يظهر الجدول التالي التغييرات المناخية على مدار السنة لمايزورو:
| البيانات المناخية لـمايزورو                         | البيانات المناخية لـمايزورو | البيانات المناخية لـمايزورو | البيانات المناخية لـمايزورو | البيانات المناخية لـمايزورو | البيانات المناخية لـمايزورو | البيانات المناخية لـمايزورو | البيانات المناخية لـمايزورو | البيانات المناخية لـمايزورو | البيانات المناخية لـمايزورو | البيانات المناخية لـمايزورو | البيانات المناخية لـمايزورو | البيانات المناخية لـمايزورو | البيانات المناخية لـمايزورو |
| الشهر                                               | يناير                       | فبراير                      | مارس                        | أبريل                       | مايو                        | يونيو                       | يوليو                       | أغسطس                       | سبتمبر                      | أكتوبر                      | نوفمبر                      | ديسمبر                      | المعدل السنوي               |
| --------------------------------------------------- | --------------------------- | --------------------------- | --------------------------- | --------------------------- | --------------------------- | --------------------------- | --------------------------- | --------------------------- | --------------------------- | --------------------------- | --------------------------- | --------------------------- | --------------------------- |
| الدرجة القصوى °م (°ف)                               | 19.4 (66.9)                 | 22.9 (73.2)                 | 25.3 (77.5)                 | 32.6 (90.7)                 | 32.8 (91.0)                 | 36.7 (98.1)                 | 38.6 (101.5)                | 38.3 (100.9)                | 38.3 (100.9)                | 31.3 (88.3)                 | 26.3 (79.3)                 | 22.1 (71.8)                 | 38.6 (101.5)                |
| متوسط درجة الحرارة الكبرى °م (°ف)                   | 7.4 (45.3)                  | 8.0 (46.4)                  | 11.9 (53.4)                 | 18.5 (65.3)                 | 23.0 (73.4)                 | 26.2 (79.2)                 | 30.2 (86.4)                 | 32.1 (89.8)                 | 27.2 (81.0)                 | 21.6 (70.9)                 | 16.0 (60.8)                 | 10.5 (50.9)                 | 19.4 (66.9)                 |
| المتوسط اليومي °م (°ف)                              | 3.5 (38.3)                  | 3.8 (38.8)                  | 7.0 (44.6)                  | 12.6 (54.7)                 | 17.4 (63.3)                 | 21.3 (70.3)                 | 25.5 (77.9)                 | 26.9 (80.4)                 | 22.7 (72.9)                 | 16.5 (61.7)                 | 11.0 (51.8)                 | 6.1 (43.0)                  | 14.5 (58.1)                 |
| متوسط درجة الحرارة الصغرى °م (°ف)                   | 0.4 (32.7)                  | 0.4 (32.7)                  | 2.5 (36.5)                  | 7.3 (45.1)                  | 12.4 (54.3)                 | 17.4 (63.3)                 | 22.0 (71.6)                 | 23.0 (73.4)                 | 19.1 (66.4)                 | 12.6 (54.7)                 | 7.1 (44.8)                  | 2.6 (36.7)                  | 10.6 (51.1)                 |
| أدنى درجة حرارة °م (°ف)                             | −8 (18)                     | −8.8 (16.2)                 | −6.2 (20.8)                 | −3.2 (26.2)                 | 0.9 (33.6)                  | 7.0 (44.6)                  | 13.0 (55.4)                 | 14.4 (57.9)                 | 7.9 (46.2)                  | 2.5 (36.5)                  | −1.7 (28.9)                 | −6.7 (19.9)                 | −8.8 (16.2)                 |
| الهطول مم (إنش)                                     | 165.9 (6.53)                | 147.9 (5.82)                | 139.9 (5.51)                | 111.7 (4.40)                | 144.5 (5.69)                | 169.9 (6.69)                | 180.5 (7.11)                | 133.9 (5.27)                | 207.7 (8.18)                | 144.9 (5.70)                | 138.7 (5.46)                | 141.2 (5.56)                | 1٬826٫7 (71.92)             |
| متوسط تساقط الثلوج سم (إنش)                         | 82 (32)                     | 78 (31)                     | 15 (5.9)                    | 0 (0)                       | 0 (0)                       | 0 (0)                       | 0 (0)                       | 0 (0)                       | 0 (0)                       | 0 (0)                       | 0 (0)                       | 30 (12)                     | 205 (80.9)                  |
| متوسط أيام هطول الأمطار (≥ 0.5 mm)                  | 20.5                        | 18.3                        | 17.6                        | 12.5                        | 12.2                        | 12.7                        | 13.8                        | 10.0                        | 13.8                        | 12.6                        | 14.8                        | 18.2                        | 177                         |
| متوسط الأيام المثلجة                                | 13.9                        | 12.6                        | 3.5                         | 0.1                         | 0.0                         | 0.0                         | 0.0                         | 0.0                         | 0.0                         | 0.0                         | 0.0                         | 4.7                         | 34.8                        |
| متوسط الرطوبة النسبية (%)                           | 81                          | 79                          | 74                          | 70                          | 72                          | 77                          | 78                          | 76                          | 79                          | 79                          | 79                          | 80                          | 77                          |
| ساعات سطوع الشمس الشهرية                            | 73.0                        | 78.9                        | 115.2                       | 167.0                       | 177.2                       | 138.9                       | 148.0                       | 196.9                       | 131.1                       | 130.5                       | 97.8                        | 84.3                        | 1٬538٫8                     |
| المصدر #1: وكالة الأرصاد الجوية اليابانية           |                             |                             |                             |                             |                             |                             |                             |                             |                             |                             |                             |                             |                             |
| المصدر #2: وكالة الأرصاد الجوية اليابانية (records) |                             |                             |                             |                             |                             |                             |                             |                             |                             |                             |                             |                             |                             |

## توأمة
لمايزورو (كيوتو) اتفاقيات توأمة مع كل من:
- بورتسموث
- ناخودكا
- داليان

## أعلام
- تاتسويا إيشيهارا